# Fransen-Mordfliege

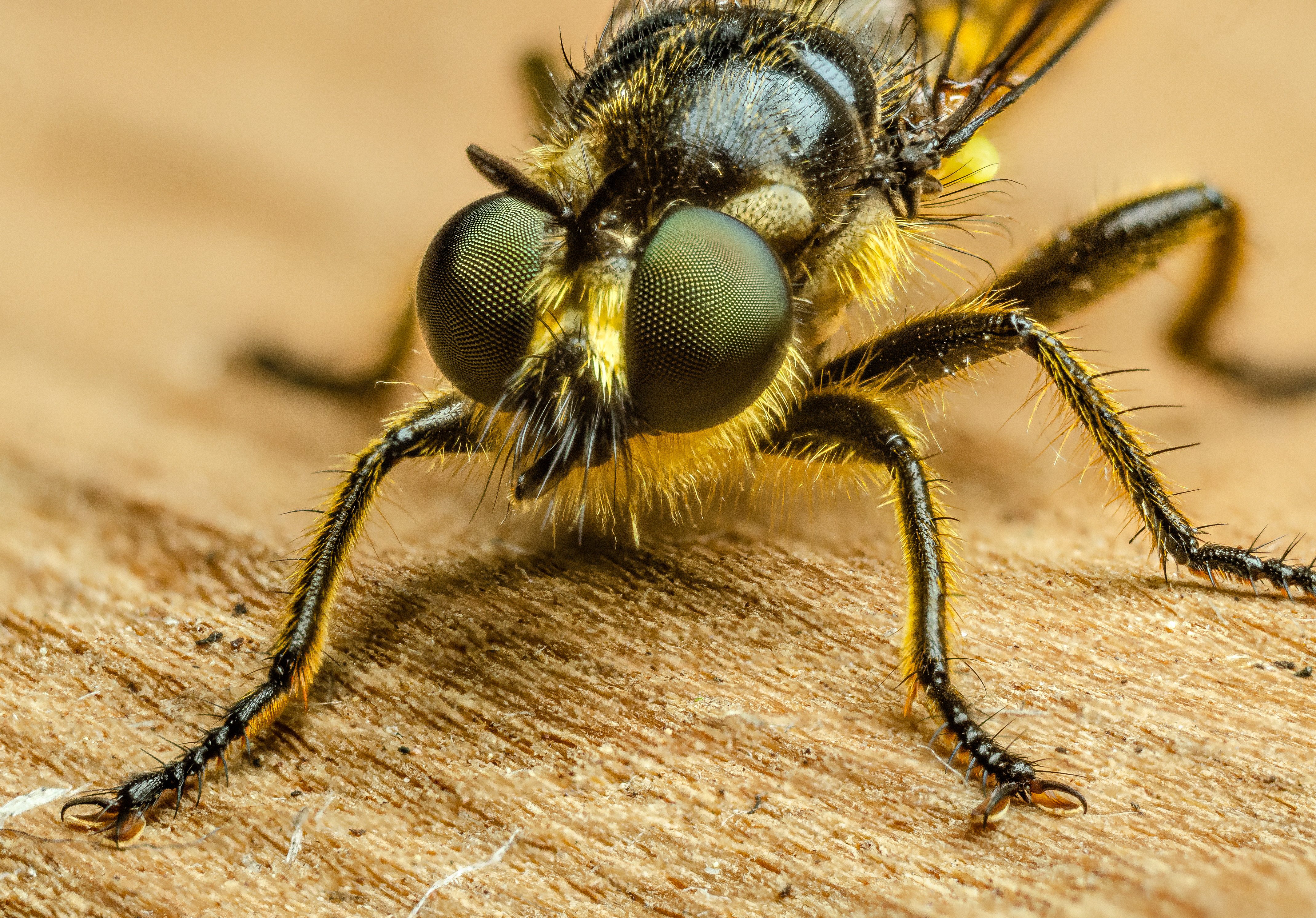
Detailaufnahme des Vorderkörpers

Die Fransen-Mordfliege (Choerades fimbriata) ist eine Fliege aus der Familie der Raubfliegen (Asilidae).

## Merkmale
Die Fliegen erreichen eine Körperlänge von 11 bis 17 Millimetern. Ihr erstes Fühlerglied ist ungefähr doppelt so lang wie das nachfolgende. Die Tergite des Hinterleibs sind schwarz gefärbt und hinten an den Seiten gelb behaart. Am ersten Tergit ist die Behaarung weiß und lang. Der Saugrüssel ist an der Seite zusammengedrückt. Der Bereich zwischen den Fühlern und dem Bart an der Vorderseite des Kopfes ist unbehaart.

## Vorkommen und Lebensweise
Die Art ist von Westeuropa bis in den Kaukasus und nach Sibirien verbreitet, in Deutschland verläuft die bekannte nordwestliche Arealgrenze etwa entlang des Nordrandes der Mittelgebirge.  Bisher publizierte Daten weisen auf eine Bindung an gehölzreiche, wärmebetonte Lebensräume hin. Die Entwicklung der Larven erfolgt in Totholz.

## Belege
1. ↑  Wolff, D. (2015): Atlas der Raubfliegen Deutschlands, Version: 4.19.0 - Online im Internet: URL: http://www.asilidae.de/index.htm, abgerufen am 17. Dezember 2015.
2. ↑  Wolff, D., Merkel-Wallner, G. & G. Degen (2008): Raubfliegen (Diptera, Asilidae) aus Deutschland, Online-Nachweise V. - Online in Internet: URL: http://www.asilidae.de/privathp/papers/asil2007.htm, abgerufen am 17. Dezember 2015.
3. ↑  Wolff, D. & Degen, G. (2011): Raubfliegen (Diptera, Asilidae) aus Deutschland, Online-Nachweise VIII. - Online in Internet: URL: http://www.asilidae.de/privathp/papers/asil2010.htm, abgerufen am 17. Dezember 2015.